# Du hast mich tausendmal belogen
Du hast mich tausendmal belogen (lett. "Mi hai mentito mille volte") è uno Schlager di Andrea Berg. Fu pubblicato nel marzo 2001 come singolo dall'album Wo liegt das Paradies (lett. "Dov'è il paradiso"). Il brano divenne uno tra i più celebri di Andrea Berg e fu spesso reinterpretato.

## Composizione e pubblicazione
La canzone fu scritta dal produttore di Berg, Eugen Römer, insieme con Irma Holder e Berg stessa; fu quindi prodotta da Römer. La protagonista del brano, che pure ammette d'essere stata «tradita mille volte» e «ferita mille volte» dalla persona amata con cui ha «riso così spesso», concede che comunque lo rifarebbe «di nuovo, con te, questa notte». I versi del ritornello furono composti durante un viaggio in macchina. Berg e Römer non avevano trovati adatti  i versi originali del paroliere; fu quindi Berg stessa a scrivere il testo del ritornello.
Nel marzo 2001 il singolo venne pubblicato sia come disco promozionale su Jupiter Records/BMG, sia come singolo ufficiale su Juke Records. Il singolo promozionale include la traccia Wenn der Himmel brennt (lett. "Quando il cielo brucia"), mentre il singolo ufficiale include un Partymix come lato B. Oltre all'album, la canzone è apparsa in decine di compilation. Diverse versioni live e acustiche apparvero anche in album successivi.

## Critica
La canzone raggiunse la posizione numero 96 nella classifica tedesca della settimana del 25 gennaio 2013. Il video ufficiale fu visualizzato oltre 58 milioni di volte su YouTube (a maggio 2025). Pur essendo considerato «per anni il singolo Schlager più venduto in Germania», non ha ancora ricevuto un disco d’oro o di platino.
| Classifica (2001)            | Posizione massima |
| ---------------------------- | ----------------- |
| Germania (GfK Entertainment) | 96                |

## Cover
La canzone fu reinterpretata in svariate occasioni. Ad esempio, Laura Lynn ne fece una cover dal titolo Je hebt me 1000 maal belogen, che raggiunse la posizione numero 24 nei Paesi Bassi e la numero due in Belgio (Fiandre). Tra le altre cover, si segnalano:
- Giovanni Zarrella (Tu mi hai mentito mille volte)[7]
- Captain Cook und seine singenden Saxophone (Du hast mich 1000 Mal belogen)
- BZN (Duizend keer)
- Andreas Tal (Ich hab mich tausend mal gewogen) (Parodie)
- Reiner Calmund (Ich hab mich tausend mal gewogen) (Parodie)
- Patty Ryan (Du hast mich 1000 Mal belogen)
- Los Paraguayos (Kaakupe)
- Hanny-D (Tu m’as menti milliers de fois)
- Eddy Mars (Jij hebt me duizend maal belogen)
- Tina Rosita (1000 keer belogen)